# 埃納納
埃納納（Eenhana）是西非國家納米比亞北部的城市，也是奧漢圭納區的首府，位於與安哥拉接壤的邊境，海拔高度1,116米，是該國最貧窮的地區之一，市內有醫院和銀行，2009年人口3,600。

## 外部連結
- Mass Graves[永久]
- Pictures of Airforce Base in 1988 and rather nasty forms of Prison cells.
- BBC Report （页面存档备份，存于）